# Karina Peisajovich
Karina Peisajovich (Buenos Aires, Argentina, 1966) es una artista visual y docente argentina, que desarrolla la mayor parte de su producción artística en el área de la instalación, el dibujo y la pintura. Estudió en la Escuela Nacional de Bellas Artes Prilidiano Pueyrredón y en el taller de Ahuva Szlimowicz. Posteriormente participó en residencias para artistas como la Beca Kuitca de la Fundación Proa en Buenos Aires, 1994/1995 y Art Omi en Nueva York, 1999. Ese mismo año recibió un subsidio a la creación otorgado por el Fondo Nacional de las Artes y en 2001, la beca Comisión Fulbright/Fondo Nacional de las Artes con la cual participó en el programa de residencia del International Studio and Curatorial Program  en Nueva York, 2002. En el año 2012 recibió el Premio Konex a las Artes Visuales en la categoría Instalación  y en el 2015, una mención especial en el Premio Braque, Muntref. En el año 2022 recibió el Premio adquisición 8M, cuya obra integrará la colección de arte del Palais de Glace - Palacio Nacional de las Artes,  una iniciativa  impulsada por el Ministerio de Cultura, a través de la Secretaría de Patrimonio Cultural, con el apoyo del Ministerio de las Mujeres, Géneros y Diversidad y del Centro Cultural Kirchner cuya intención es revertir la conformación patriarcal del patrimonio cultural nacional.

## Trayectoria
Realiza vestuario, escenografía y luces en proyectos escénicos junto a lxs directorxs Iván Moschner, Mariana Oberztern y la artista visual Marina De Caro.
En 1997 crea “Solocolor”, un seminario específico sobre color y en 2014 “Ni lleno, ni vacío: investigaciones sobre el espacio” un taller que formó parte del programa para artistas de la Universidad Torcuato Di Tella hasta el 2017.
En 2004 participa en Construction in Process, Lodz Biennale en Polonia y en 2009, en la  7ma Bienal del Mercosur en Porto Alegre, Brasil.
Ha mostrado su trabajo en Estados Unidos, Brasil, Perú, México, Chile, Dinamarca, España, Francia, Alemania y Polonia.
Su obra forma parte de las colecciones del Museo de Arte Moderno de Buenos Aires, Museo de Arte Contemporáneo de Rosario, Museo de Arte Contemporáneo de Buenos Aires, El espacio 23 - Jorge M Pérez Collection, Colección Oxenford, entre otras.

## Algunos proyectos
- Luces, Belleza y Felicidad, 1999
- Máquina de hacer color (suites de ocho movimientos), Museo de Arte Contemporáneo de Buenos Aires, 2008 /2010[3]
- Paisaje doméstico, VCU Anderson Gallery, Richmond Virginia, 2005
- Todas las imágenes del mundo, Museo de Arte Latinoamericano de Buenos Aires - MALBA, 2006
- RGB/MCY, U turn Project room, Arte Ba, 2011
- Ensayo de Situación, Departamento de Arte Universidad Torcuato Di tella, 2011 [4]
- Cada vez que veo un arco iris, de 1998 a tiempo presente
- Teoría del color, 2010/2019
- Lejos del sol, Centro Cultural General San Martín, 2013
- El aire tomará esta forma, Museo de Arte Moderno de Buenos Aires, 2013
- En el ejercicio de las cosas. Las decisiones del tacto, curada por Sonia Becce y Mariano Mayer. Casa de América, Madrid, 2017
- Eter brillante atmósfera opaca, Futuro Museo de Cine, 2019
- "Un lento venir viniendo", Capítulo l, Colección Oxenford, curada por Mariano Mayer. Mac Niteroi, Río de Janeiro, Brasil, 2022
- Sin techo y sin ley, Galería Herlitzka & Co, Buenos Aires, 2023
- To weave the sky, comisariado por Tobías Ostrander en diálogo con las curadoras de la Colección Pérez, Patricia M. Hanna y Anelys Alvarez, El Espacio 23, Miami, 2023